# Liste der Baudenkmäler in Fischbachau
Auf dieser Seite sind die Baudenkmäler in der oberbayerischen Gemeinde Fischbachau zusammengestellt. Diese Tabelle ist eine Teilliste der Liste der Baudenkmäler in Bayern. Grundlage ist die Bayerische Denkmalliste, die auf Basis des Bayerischen Denkmalschutzgesetzes vom 1. Oktober 1973 erstmals erstellt wurde und seither durch das Bayerische Landesamt für Denkmalpflege geführt wird. Die folgenden Angaben ersetzen nicht die rechtsverbindliche Auskunft der Denkmalschutzbehörde.

## Ensembles

### Ensemble Wallfahrtsbezirk Birkenstein

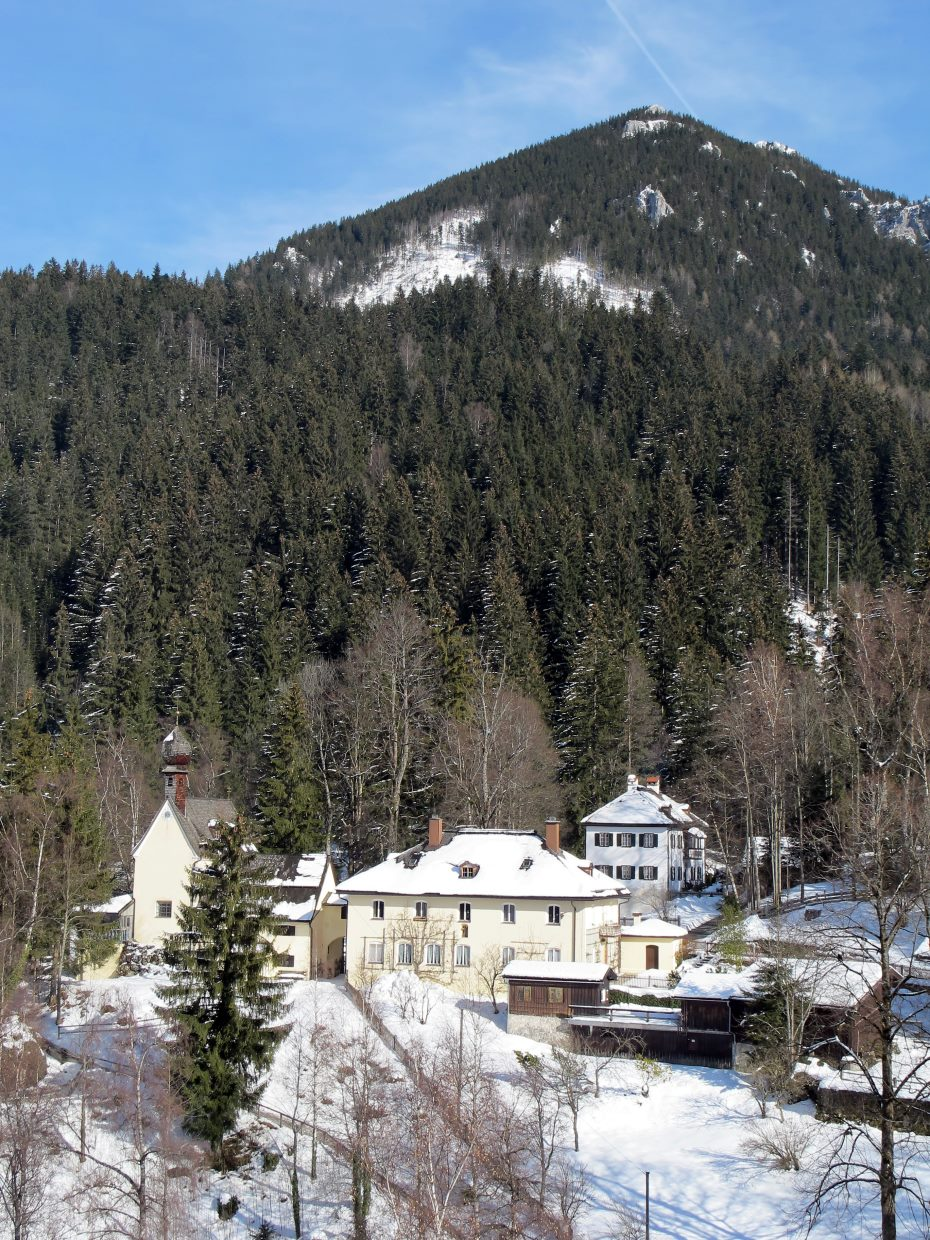

Der Wallfahrtsbezirk Birkenstein mit Wallfahrtskirche Mariä Himmelfahrt, den funktional zugehörigen Bauten und den diese umgebenden, mit vielen Birken bestandenen Flächen bilden ein Ensemble.
Die Marienwallfahrt am Fuß des Breitensteins, eine halbe Wegstunde von der Propsteikirche in Fischbachau entfernt, hat ihren Ursprung in einer Marienerscheinung des seit 1683 amtierenden Vikars der Fischbachauer Pfarrei. Zunächst entstand ein mit Mauern eingefasster Bereich mit Kapelle, in die ein Marien-Gnadenbild aus der Propsteikirche übertragen wurde. 1692 vergrößerte man die Kapelle, seit 1709 wurde die Gebetserhöhung niedergeschrieben, im Jahr darauf ließ sich ein Klausner in Birkenstein nieder. Eine neue Kapelle nach dem Vorbild des heiligen Hauses von Loretto mit angeschlossener Klause wurde 1734 erbaut. Im unteren Teil der zweigeschossigen Anlage umfassen großen Wölbnischen mit Stationen des Kreuzweges einen Gebetsraum und eine Heilig-Grab-Kammer. Das Obergeschoss birgt das eigentliche Ziel der Wallfahrt, einem überreich dekoriertem tonnengewölbtem Raum mit dem Gnadenbild. Mitte des 18. Jahrhunderts entstand der Obergeschoss-Umgang, zu dem eine doppelte Freitreppe hinaufführt. Südlich der Kapelle schließt das Wallfahrtshaus an, wiederum daran das 1847/78 errichtete sogenannte Klösterl, das Haus der Armen Schulschwestern, ein zweigeschossiger Walmdachbau. Nordöstlich gegenüber entstand 1840/41 das Wallfahrtskuratenhaus, ebenfalls als zweigeschossiger Walmdachbau. Ein Freialtar mit Kanzel als hölzerner Bau von 1826 fasst den Raum östlich der Kapelle.
Die zuführenden Wege sind von Birken sowie durch Marterl und Wegstationen umstanden; der von Westen anführende Weg ist als Treppe angelegt. Nach Süden führt ein Weg über die Ölbergkapelle zur wirkungsvoll über einem Steilhang platzierten Kalvarienberg.
Aktennummer: E-1-82-114-1

## Baudenkmäler nach Ortsteilen

### Fischbachau
| Lage                            | Objekt                                                                              | Beschreibung | Akten-Nr.             | Bild                      |
| ------------------------------- | ----------------------------------------------------------------------------------- | --- | --------------------- | ------------------------- |
| Birkensteinstraße 41 (Standort) | Ehemalige Bäckerei                                                                  | Zweigeschossiger Putzbau mit Aufzugsgiebel erbaut im Jahre 1564, der nach Osten erweiterte Anbau mit überstehendem verschiefertem Steilsatteldach und zwei giebelseitigen Balusterbalkone, bezeichnet mit dem Jahr 1877. | D-1-82-114-1 Wikidata | weitere Bilder            |
| Hauptstraße 19 (Standort)       | Landhaus                                                                            | Im Stil eines oberbayerischen Bauernhauses, mit Flachsatteldach, umlaufender Balusterlaube, Giebellaube, Erker und Fassadenmalereien in Formen des Rokoko, bezeichnet mit dem Jahr 1910. | D-1-82-114-2 Wikidata | Landhaus                  |
| Kirchplatz 1 (Standort)         | Ehemalige Benediktiner-Propsteikirche St. Martin, seit 1803 katholische Pfarrkirche | Als dreischiffige flachgedeckte romanische Basilika ohne Querhaus, Krypta und Turm um 1096/1101 (oder 1110) in Tuffstein erbaut, 1628/1629 Anbau der Sakristei und Requisitenkammer an Stelle der Nebenapsiden und Ostteile der Seitenschiffe, 1698/1702 Erhöhung des Altarraums und Bau des Turms mit Zwiebelhaube durch Johann Mayr, barocke Fenster 1705, Einwölbung 1733 | D-1-82-114-3 Wikidata | weitere Bilder            |
| Kirchplatz 2 (Standort)         | Ehemalige katholische Pfarrkirche Maria Schutz, jetzt Friedhofskirche               | Romanisches Langhaus 1087 geweiht, spätgotischer Chor und Wölbung des Langhauses 1494, frühbarocke Ausgestaltung und Stuckierung um 1630. Turm und Erweiterung des Langhauses nach Westen 1695 durch Johann Mayr | D-1-82-114-4 Wikidata | weitere Bilder            |
| Kirchplatz 9, 10 (Standort)     | Ehemaliges Propsteigebäude, jetzt Gemeindeverwaltung, Forstamt und Gaststätte       | Einfache barocke Dreiflügelanlage, zweigeschossige Putzbauten mit Satteldächern, Ostseite durch Hofmauer mit zwei Torbögen geschlossen. 1733/1734 Nord- und Westflügel, 1790 Südflügel. Im Treppenhaus hölzerner Bildstock von 1649, ehemals bei der Kesselalm | D-1-82-114-5 Wikidata | weitere Bilder            |
| Martinsweg 3 (Standort)         | Friedhofskapelle (Karner)                                                           | Kleiner offener Satteldachbau mit Fassadenmalerei, wohl zweite Hälfte 18. Jahrhundert | D-1-82-114-6 Wikidata | Friedhofskapelle (Karner) |
| Weiherweg 1 (Standort)          | Beim Hinterbacher                                                                   | Handwerkerhaus, ehemalige Hammerschmiede. Obergeschoss verschalter Blockbau, Balusterlaube, östlich vorgezogener Pultdachvorbau, zweite Hälfte 18. Jahrhundert. | D-1-82-114-7 Wikidata | Beim Hinterbacher         |
| Wolfseeweg 1 (Standort)         | Beim Friedl                                                                         | Ehemaliges Bauernhaus, zweigeschossiger Blockbau vom Ende des 16. Jahrhunderts, Laube und Giebellaube 19. Jahrhundert. Nordteil des Hauses unter geschlepptem Dach wohl in der ersten Hälfte des 19. Jahrhunderts angesetzt. | D-1-82-114-8 Wikidata | Beim Friedl               |

### Aurach
| Lage                                 | Objekt                         | Beschreibung | Akten-Nr.               | Bild                           |
| ------------------------------------ | ------------------------------ | --- | ----------------------- | ------------------------------ |
| Beim Gasthof Mairhofer (Standort)    | Kapelle                        | Barocker Satteldachbau mit Dachreiter, wohl erste Hälfte 18. Jahrhundert. | D-1-82-114-12 Wikidata  | Kapelle                        |
| Alpenstraße 2 (Standort)             | Gasthof Mairhofer (Beim Bartl) | Wohnteil mit verputztem Blockbau-Obergeschoss, Giebellaube und geschweiftem Giebelbalkon. Ende 18./Anfang 19. Jahrhundert. | D-1-82-114-13 Wikidata  | Gasthof Mairhofer (Beim Bartl) |
| Alpenstraße 3 (Standort)             | Wölflhof                       | Bauernhaus, stattliche Einfirstanlage, Wohnteil verputzt und 1735 barock bemalt, mit zwei giebelseitigen Balusterlauben und Vordach über reich profilierten Balkenköpfen, bezeichnet mit dem Jahr 1765. Obergeschoss im Kern Blockbau mit hohem Kniestock, Wirtschaftsteil verbrettert mit barocken Aussägearbeiten. | D-1-82-114-14 Wikidata  | Wölflhof                       |
| Etz, an der Benzingstraße (Standort) | Bildstock                      | Tuffsäule mit Laterne, wohl zweite Hälfte 17. Jahrhundert. | D-1-82-114-15 Wikidata  | Bildstock                      |
| Fischeralmstraße 9 (Standort)        | Landhaus                       | Zweigeschossiger, reich gestalteter Blockbau. Nach Art oberbayerischer Bauernhäuser 1933 erbaut, erweitert um Werkstatt 1935. | D-1-82-114-16 Wikidata  | weitere Bilder                 |
| Fischeralmstraße 11 (Standort)       | Landhaus Weber                 | Zweigeschossiger Flachsatteldachbau mit runden Eckerkern, umlaufender Laube, Fassadenmalereien, Freitreppe und Terrasse, im alpenländischen Heimatstil, bezeichnet mit dem Jahr 1929. | D-1-82-114-150 Wikidata | Landhaus Weber                 |

### Birkenstein
| Lage                                         | Objekt                     | Beschreibung | Akten-Nr.                        | Bild                       |
| -------------------------------------------- | -------------------------- | --- | -------------------------------- | -------------------------- |
| Birkensteinstraße 65 (Standort)              | Beim Schuster              | Ehemaliges Bauernhaus, Flachsatteldach mit Blockbau-Obergeschoss und giebelseitigen Lauben, Ende 18. Jahrhundert. | D-1-82-114-18 Wikidata           | Beim Schuster              |
| Birkensteinstraße 76 (Standort)              | Beim Unterbergschmied      | Ehemaliges Bauernhaus. Flachsatteldachbau mit Blockbau-Obergeschoss, zweiseitig umlaufender Laube und teilverschalter Giebellaube, nach 1737.                                                                                   | D-1-82-114-19 Wikidata           | Beim Unterbergschmied      |
| Birkensteinstraße 85 (Standort)              | Beim Zimmermann            | Ehemaliges Bauernhaus, dann Gastronomiebetrieb. Flachsatteldachbau mit Blockbau-Obergeschoss und teilverglastem Traufseitbalkon, im Kern 17. Jahrhundert.                                                                       | D-1-82-114-20 Wikidata           | weitere Bilder             |
| Birkensteinstraße 91 (Standort)              | Ölbergkapelle              | Kleiner offener Flachsatteldachbau über Bruchsteinunterbau, um 1830. | D-1-82-114-21 Wikidata           | Ölbergkapelle              |
| Nähe Birkensteinstraße (Standort)            | Kalvarienberg              | Monumentale hölzerne Kreuzigungsgruppe, Ende 19. Jahrhundert. | D-1-82-114-22 Wikidata           | weitere Bilder             |
| Kapellenweg 6 (Standort)                     | Beim Oberbergschmied       | Ehemaliges Bauernhaus, Wohnteil mit Blockbau-Obergeschoss, Ende 17. Jahrhundert. Umlaufende Laube erneuert. | D-1-82-114-23 Wikidata           | Beim Oberbergschmied       |
| Kapellenweg 10 (Standort)                    | Mariä Himmelfahrt          | Katholische Wallfahrtskapelle, kleine doppelgeschossige Anlage nach Art des Heiligen Hauses von Loreto. Erbaut 1709/1710 von Johann Mayr, Untergeschoss mit Heiliges-Grab-Kapelle. Offener Umgang des Obergeschosses 1744/1769. | D-1-82-114-24 Wikidata           | weitere Bilder             |
| Kapellenweg 10 (Standort)                    | Klause mit Wallfahrerladen | Zweigeschossiger Satteldachbau, 1709/1710. In baulicher Verbindung mit der Kirche. | D-1-82-114-24 zugehörig Wikidata | Klause mit Wallfahrerladen |
| Kapellenweg (Standort)                       | Freialtar                  | In offener hölzerner Halle in Formen des Heimatstils, 1926. | D-1-82-114-24 zugehörig Wikidata | Freialtar                  |
| Kapellenweg 11 (Standort)                    | Benefiziatenhaus           | Zweigeschossiger Walmdachbau mit eisernem Traufseitbalkon, 1841. | D-1-82-114-25 Wikidata           | Benefiziatenhaus           |
| Kapellenweg 12 (Standort)                    | Klösterl                   | Haus der Armen Schulschwestern und ehemalige Mädchenschule, biedermeierlicher zweigeschossiger Walmdachbau, 1848. | D-1-82-114-26 Wikidata           | Klösterl                   |
| Kapellenweg (Standort)                       | Kapellenbildstock          | Erbaut 1963 mit Figur des Hl. Johann von Nepomuk aus der zweiten Hälfte des 18. Jahrhunderts. | D-1-82-114-27 Wikidata           | Kapellenbildstock          |
| Birkenstein, unterhalb der Kirche (Standort) | Kapelle                    | Kleiner Satteldachbau mit Dachreiter, um 1900. | D-1-82-114-147 Wikidata          | weitere Bilder             |
| Birkenstein, unterhalb der Kirche (Standort) | Lourdeskapelle             | Lourdesgrotte, mit Marienfigur, um 1900. | D-1-82-114-148 Wikidata          | Lourdeskapelle             |

### Dürnbach
| Lage                             | Objekt        | Beschreibung | Akten-Nr.                        | Bild           |
| -------------------------------- | ------------- | --- | -------------------------------- | -------------- |
| Leitzachtalstraße 134 (Standort) | Beim Sattler  | Ehemaliges Handwerkerhaus. Wohnteil mit Blockbau-Obergeschoss von 1659, Laube und Giebellaube 19. Jahrhundert.                                                                                 | D-1-82-114-35 Wikidata           | Beim Sattler   |
| Leitzachtalstraße 143 (Standort) | Beim Schuster | Ehemaliges Handwerkerhaus. Im Kniestock Rundbogenfenster, zwei Giebelbalkons, biedermeierlich um 1850.                                                                                         | D-1-82-114-36 Wikidata           | Beim Schuster  |
| Leitzachtalstraße 144 (Standort) | Pfarrhof      | Elbacher Pfarrhof, stattlicher Putzbau mit verschindeltem Schopfwalmdach, im Kern Anfang 16. Jahrhundert, Ausbau Anfang 19. Jahrhundert. Mit spätgotischer Hauskapelle Heilige Dreifaltigkeit. | D-1-82-114-37 Wikidata           | Pfarrhof       |
| Leitzachtalstraße 144 (Standort) | Pfarrstadel   | Bruchsteinbau, Oberteil verschalt, 1835. | D-1-82-114-37 zugehörig Wikidata | Pfarrstadel    |
| Leitzachtalstraße 160 (Standort) | Uhr           | Am Haus große Uhr, Zifferblatt im Giebel, dahinter im Inneren des Hauses Uhrwerk. Drittes Viertel 19. Jahrhundert.                                                                             | D-1-82-114-39 Wikidata           | Uhr            |
| Ötzstraße 2 (Standort)           | Schmiedwirt   | Ehemalige Hammerschmiede, Wohnteil verputzt. Mit barocken Lüftlmalereien sowie mit Balusterlaube und -giebellaube. Erbaut vor 1790.                                                            | D-1-82-114-40 Wikidata           | weitere Bilder |

### Elbach
| Lage                             | Objekt                              | Beschreibung | Akten-Nr.               | Bild           |
| -------------------------------- | ----------------------------------- | --- | ----------------------- | -------------- |
| Jenbachstraße 13 (Standort)      | Beim Schuster                       | Ehemaliges Bauernhaus. Zweigeschossiger teilweise verputzter Flachsatteldach-Blockbau mit traufseitiger Laube und gemauertem Stubenerker, erste Hälfte 18. Jahrhundert, Dachaufbau um Mitte 19. Jahrhundert.      | D-1-82-114-137 Wikidata | weitere Bilder |
| Leitzachtalstraße 115 (Standort) | Bauernhaus                          | Ehemaliger Einfirsthof, zweigeschossiger teils ausgemauerter Flachsatteldach-Blockbau mit zweiseitig umlaufender Laube und teilverschalter Giebellaube. Bezeichnet mit dem Jahr 1695, zum Teil modern abgemauert. | D-1-82-114-50 Wikidata  | weitere Bilder |
| Leitzachtalstraße 121 (Standort) | Katholische Pfarrkirche St. Andreas | Barocker Saalbau mit eingezogenem Chor und Ostturm, von Johann Mayr, 1688/1689. Turm 1722 von Caspar Glasl. | D-1-82-114-47 Wikidata  | weitere Bilder |
| Leitzachtalstraße 121 (Standort) | Heilig Blut                         | Ehemalige Wallfahrtskirche und Friedhofskapelle Hl. Blut. Barocker dreiseitig geschlossener Saalbau mit Westturm, von Georg Zwerger, 1669/1670, Chor im Kern spätgotisch.                                         | D-1-82-114-48 Wikidata  | weitere Bilder |
| Leitzachtalstraße 121 (Standort) | Friedhof                            | Friedhofsummauerung mit barocken Torpfeilern und drei Heiligenhäuschen an der Ost- und Südseite, 18. Jahrhundert. Schmiedeeiserne Grabkreuze des 18. und 19. Jahrhunderts im Friedhof.                            | D-1-82-114-49 Wikidata  | Friedhof       |
| Leitzachtalstraße 125 (Standort) | Lehrerhaus                          | Ehemaliges Elbacher Lehrerhaus. Blockbau von 1666 und 1789. Ausbau mit Flachsatteldach, Verputz und Balusterbalkon 1852.                                                                                          | D-1-82-114-52 Wikidata  | Lehrerhaus     |

### Hundham
| Lage                             | Objekt           | Beschreibung | Akten-Nr.              | Bild           |
| -------------------------------- | ---------------- | --- | ---------------------- | -------------- |
| Hundham (Standort)               | St. Leonhard     | Kapelle, 1604 errichtet, im 18. Jahrhundert barockisiert, mit Zwiebelturm. | D-1-82-114-75 Wikidata | weitere Bilder |
| Egererweg 2 (Standort)           | Beim Hanslackner | Flachsatteldachbau mit Blockbau-Obergeschoss, nordöstlichem Stüberlvorbau, zweiseitig umlaufender Balusterlaube und verschalter Giebellaube. Sterntür bezeichnet mit dem Jahr 1783                                                                              | D-1-82-114-77 Wikidata | weitere Bilder |
| Egererweg 6 (Standort)           | Beim Spielberger | Wohnteil des Bauernhauses, mit Blockbau-Obergeschoss, Laube und Giebellaube, 18. Jahrhundert, erneuert im 19. und 20. Jahrhundert. | D-1-82-114-78 Wikidata | weitere Bilder |
| Leitzachtalstraße 226 (Standort) | Beim Straßer     | Ehemaliges Bauernhaus. Wohnteil zweigeschossiger Blockbau, zum Teil geschlämmt, mit Hakenschopf und an der Nordostecke des Giebels vorgezogenem Stüberlvorbau unter geschlepptem Dach. 17. Jahrhundert, Laube, Giebellaube und Dachaufbau Ende 19. Jahrhundert. | D-1-82-114-79 Wikidata | weitere Bilder |
| Leitzachtalstraße 232 (Standort) | Beim Franzlweber | Stattliches Bauernhaus, Wohnteil mit Blockbau-Obergeschoss, .Laube und Giebellaube, angeblich 1815 erbaut. | D-1-82-114-80 Wikidata | weitere Bilder |
| Leitzachtalstraße 234 (Standort) | Beim Meister     | Stattliches Bauernhaus, Wohnteil verputzt, mit Balusterbalkon, im Giebel Heiligenfresken, Anfang 19. Jahrhundert. | D-1-82-114-81 Wikidata | weitere Bilder |
| Leitzachtalstraße 235 (Standort) | Beim Metzger     | Ehemaliges Kleinbauernhaus, Wohnteil verputzt, Dach nördlich geschleppt, Balkon und Giebellaube. Ende 18./Anfang 19. Jahrhundert. | D-1-82-114-82 Wikidata | weitere Bilder |

### Kogl
| Lage                | Objekt           | Beschreibung | Akten-Nr.              | Bild |
| ------------------- | ---------------- | --- | ---------------------- | ---- |
| Kogl (Standort)     | Hohenkoglkapelle | Weilerkapelle, kleiner barocker Satteldachbau mit Putzgliederung, 1949 erneuert. | D-1-82-114-83 Wikidata | BW   |
| Kogl 2 (Standort)   | Beim Veicht      | Ehemaliges Bauernhaus mit Blockbau-Obergeschoss, zum Teil verputzt. Am Eingang modern bezeichnet mit dem Jahr 1709. Dachaufbau, Lauben, Bemalung modern um 1930/1940.                                                               | D-1-82-114-84 Wikidata | BW   |
| Kogl 3 (Standort)   | Beim Pai         | Bauernhaus, dreigeschossiger Flachsatteldachbau mit Laube und teilverschalter Hochlaube, bezeichnet mit dem Jahr 1849. Lauben modern.                                                                                               | D-1-82-114-85 Wikidata | BW   |
| Kogl 4 a (Standort) | Kleinbauernhaus  | Ehemaliges Kleinbauernhaus, zweigeschossiger Blockbau. Wohl zweite Hälfte 17. Jahrhundert, Dachaufbau 19./20. Jahrhundert. Blockbau-Obergeschoss am zugehörigen Nebenhaus, 1877, ehemals Teil der Niederhofer Alm bei Bayrischzell. | D-1-82-114-86 Wikidata | BW   |

### Schreiern
| Lage                       | Objekt     | Beschreibung | Akten-Nr.               | Bild           |
| -------------------------- | ---------- | --- | ----------------------- | -------------- |
| Schreiern 1 (Standort)     | Wiedenhof  | Stattliches Bauernhaus, Wohnteil mit hohem Kniestock, zwei giebelseitigen Balusterlauben und reicher Lüftlmalerei, erbaut 1772. | D-1-82-114-110 Wikidata | weitere Bilder |
| Bei Schreiern 1 (Standort) | Hofkapelle | Erbaut im Jahr 1722. | D-1-82-114-110 Wikidata | Hofkapelle     |
| Schreiern 7 (Standort)     | Bauernhaus | Wohnteil mit Blockbau-Obergeschoss, Anfang 17. Jahrhundert. Dachaufbau über hohem Kniestock und Lauben aus dem Jahr 1850.       | D-1-82-114-111 Wikidata | weitere Bilder |
| Schreiern 11 (Standort)    | Bauernhaus | Wohnteil mit Blockbau-Obergeschoss, umlaufender Laube und Giebellaube. Erbaut im Jahr 1776.                                     | D-1-82-114-112 Wikidata | weitere Bilder |

### Weißenbach
| Lage                     | Objekt     | Beschreibung | Akten-Nr.               | Bild |
| ------------------------ | ---------- | --- | ----------------------- | ---- |
| Weißenbach 2 (Standort)  | Beim Graf  | Hakenhof, Flachsatteldachbau mit Blockbau-Obergeschoss, zweiseitig umlaufender Laube und teilverschalter Giebellaube 18. Jahrhundert, Dachaufbau 19./20. Jahrhundert. | D-1-82-114-128 Wikidata | BW   |
| Weißenbach 7 (Standort)  | Kornkasten | Ehemaliger Kornkasten mit Blockbau-Obergeschoss, Ende 16. Jahrhundert (modern ausgebaut). Zugehörig zum Anwesen „Beim Baur“.                                          | D-1-82-114-129 Wikidata | BW   |
| Weißenbach 8 (Standort)  | Beim Weber | Bauernhaus, Flachsatteldachbau mit Blockbau-Obergeschoss, zweiseitig umlaufender Laube und verschalter Giebellaube, 17./18. Jahrhundert.                              | D-1-82-114-130 Wikidata | BW   |
| Weißenbach 11 (Standort) | Beim Hainz | Bauernhaus, Flachsatteldachbau mit Blockbau-Obergeschoss, Laube und teilverschalter Giebellaube, 17. Jahrhundert.                                                     | D-1-82-114-131 Wikidata | BW   |

### Andere Ortsteile
| Lage                                             | Objekt                                 | Beschreibung | Akten-Nr.                        | Bild                            |
| ------------------------------------------------ | -------------------------------------- | --- | -------------------------------- | ------------------------------- |
| Achatswies 5 (Standort)                          | Ehem. Villa Kniffler, sog. Jagdschloss | zweigeschossiger Mansardhalbwalmdachbau mit Nebenflügel und überdachter Vorfahrt, in Formen des Heimat- bzw. Reformstils, 1907-09 | D-1-82-114-170                   | weitere Bilder                  |
| Achau 2 (Standort)                               | Unterachau                             | Mühle, zweigeschossiger biedermeierlicher Einfirsthof mit Flachsatteldach, Lünetten-Kniestock und giebelseitigen Balkons, 1851. | D-1-82-114-9 Wikidata            | weitere Bilder                  |
| Achau 3 (Standort)                               | Sägegebäude                            | Flachsattelbau mit Blockbau-Kniestock, um 1800. | D-1-82-114-9 Wikidata            | Sägegebäude                     |
| Ahrain 30 (Standort)                             | Beim Hintern                           | Flachsatteldachbau mit Blockbau-Obergeschoss und giebelseitigen Lauben, bezeichnet mit dem Jahr 1780. | D-1-82-114-10 Wikidata           | Beim Hintern                    |
| Ahrain 32 (Standort)                             | Beim Vordern                           | Ehemaliger Einfirsthof, zweigeschossiger Flachsatteldachbau mit Putzbandgliederung, Balkon und teilverschalter Giebellaube, 1780 erbaut, um 1850/1860 erneuert. | D-1-82-114-11 Wikidata           | Beim Vordern                    |
| Bichl 1 (Standort)                               | Bauernhaus                             | Zweigeschossiger Flachsatteldachbau mit kleinem giebelseitigem Balkon und teilverschalter Giebellaube, um 1800, Bemalung 1934. | D-1-82-114-17 Wikidata           | BW                              |
| Brandstatt 1 a (Standort)                        | Hakenhof                               | Zweigeschossiger Flachsatteldachbau aus unverputztem Tuff-Bruchsteinmauerwerk mit durchfenstertem Kniestock, umlaufender Laube und Giebelbalkon, bezeichnet mit dem Jahr 1923, Wirtschaftsteil bezeichnet mit 1914/1915. | D-1-82-114-138 Wikidata          | Hakenhof                        |
| Bei Brandstatt 1 a (Standort)                    | Brechlbad                              | Ehemaliges Brechlbad, erdgeschossiger verputzter Bruchsteinmauerbau mit Flachsatteldach, bezeichnet mit dem Jahr 1870. | D-1-82-114-138 Wikidata          | BW                              |
| Brunnfeld 1 (Standort)                           | Beim Fischer                           | Ehemaliges Kleinbauernhaus mit Blockbau-Obergeschoss, Ende 18. Jahrhundert. | D-1-82-114-28 Wikidata           | weitere Bilder                  |
| Brunnfeld 3 (Standort)                           | Beim Galli                             | Ehemaliges Kleinbauernhaus, zweigeschossiger, zum Teil ausgemauerter Blockbau, angeblich 1740. | D-1-82-114-29 Wikidata           | Beim Galli                      |
| Buchberg 16 (Standort)                           | Bauernhaus                             | Wohnhaus in Art eines kleinen Einfirsthofes unter Einbezug eines Blockbau-Oberstocks des 17. Jahrhunderts aus Point, Gemeinde Kreuth, transferiert 1978. | D-1-82-114-30 Wikidata           | Bauernhaus                      |
| Deisenried 1 (Standort)                          | Hofkapelle                             | kleiner neugotischer Satteldachbau mit Dachreiter und Lourdesgrotte, bezeichnet mit dem Jahr 1899. | D-1-82-114-31 Wikidata           | weitere Bilder                  |
| Deisenried 3 (Standort)                          | Beim Jodl                              | Einfirsthof, Flachsatteldachbau mit Blockbau-Obergeschoss und giebelseitigen Lauben, Blockbau 17. Jahrhundert, Lauben im 19./20. Jahrhundert erneuert. | D-1-82-114-32 Wikidata           | BW                              |
| Drachenthal 1 (Standort)                         | Lippmühle                              | Mühle und Bauernhaus, Wohnteil verputzt, mit hohem Kniestock und zwei giebelseitigen Balusterlauben, First bezeichnet mit dem Jahr 1809. | D-1-82-114-33 Wikidata           | Lippmühle                       |
| Drachenthal 7 (Standort)                         | Beim Hammerschmied                     | Ehemaliges Bauernhaus, Wohnteil verputzt, mit zwei giebelseitigen Balusterlauben. Anfang 19. Jahrhundert. | D-1-82-114-34 Wikidata           | Beim Hammerschmied              |
| Dürreneck 1 (Standort)                           | Bauernhaus                             | Zweigeschossiger Blockbau, zum Teil ausgemauert, mit Laube und Giebellaube, erste Hälfte 17. Jahrhundert. | D-1-82-114-41 Wikidata           | BW                              |
| Eben, Breitensteinstraße 1 (Standort)            | Bauernhaus                             | Ehemaliges Bauernhaus, stattlicher Wohnteil mit Blockbau-Obergeschoss, Balusterlaube und -giebellaube. Drittes Viertel 18. Jahrhundert. | D-1-82-114-42 Wikidata           | weitere Bilder                  |
| Effenstätt (Standort)                            | Rosenkranzkapelle                      | Kleiner tonnengewölbter Saalraum mit Westturm, 1747, Erneuerung und Turm 1809, weiterer Ausbau 1819/1920. | D-1-82-114-43 Wikidata           | Rosenkranzkapelle               |
| Effenstätt 11 (Standort)                         | Bauernhaus                             | Wohnteil verputzt, mit Laube und Giebellaube. Ende 18. Jahrhundert. | D-1-82-114-44 Wikidata           | BW                              |
| Effenstätt 15 (Standort)                         | Bauernhaus                             | Flachsatteldachbau mit Blockbau-Obergeschoss, Laube und teilverschalter Giebellaube, 1780. | D-1-82-114-45 Wikidata           | BW                              |
| Endstall 4 (Standort)                            | Beim Zehentmair                        | Einfirsthof, Flachsatteldachbau mit Blockbau-Obergeschoss, Stüberlvorbau und giebelseitigen Lauben. 16./17. Jahrhundert, Ausbau im 18. und Anfang 20. Jahrhundert; Wohnteil des Zuhauses, Flachsatteldachbau mit Blockbau-Obergeschoss, Laube und verschalter Giebellaube, 2. Hälfte 18. Jh. | D-1-82-114-53 Wikidata           | Beim Zehentmair                 |
| Engelsberg 1 (Standort)                          | Bauernhaus                             | Ehemaliger Einfirsthof, dann Landhaus. Flachsatteldachbau mit Blockbau-Obergeschoss, umlaufender Laube und Giebellaube, bezeichnet mit dem Jahr 1633. | D-1-82-114-55 Wikidata           | BW                              |
| Feilenberg 1 (Standort)                          | Bauernhaus                             | Mit Blockbau-Obergeschoss, Ende 18. Jahrhundert. Verbretterter Giebel und Giebellaube 19. Jahrhundert. | D-1-82-114-56 Wikidata           | BW                              |
| Funk 1 (Standort)                                | Beim Funk am Bach                      | Stattliches Bauernhaus, dreigeschossiger verputzter Wohnteil mit drei Giebellauben, erbaut 1881 (Fassadenmalerei neuzeitlich). | D-1-82-114-57 Wikidata           | Beim Funk am Bach               |
| Gasteig 5 (Standort)                             | Beim Gasteig                           | Ehemaliges Bauernhaus, Flachsatteldachbau mit Blockbau-Obergeschoss, Laube und Giebelbalkon. Erste Hälfte 18. Jahrhundert. | D-1-82-114-58 Wikidata           | BW                              |
| Gern 1 (Standort)                                | Obergern                               | Bauernhaus, zweigeschossiger biedermeierlicher Flachsatteldachbau mit durchfenstertem Kniestock, zwei giebelseitigen Balusterlauben und Putzbandgliederung, 1863. | D-1-82-114-59 Wikidata           | BW                              |
| Gern 2 (Standort)                                | Untergern                              | Wohnteil eines ehemaligen Hakenhofs. Kleiner Flachsatteldachbau mit verputztem Blockbau-Obergeschoss, Traufseit- und Giebellaube, im Kern Ende 16. Jahrhundert, Umbau Mitte 19. Jahrhundert. | D-1-82-114-60 Wikidata           | BW                              |
| Gern 3 (Standort)                                | Ehem. Backhaus und Brechelbad          | erdgeschossiger Bau mit Ofenraum und Blockbau, um 1841 (dendro.dat.), mit Stadel überbaut, wohl Anfang 20. Jh. | D-1-82-114-166                   | BW                              |
| Gerstenbrand (Standort)                          | Hofkapelle                             | Kleiner barocker Satteldachbau, um 1780. | D-1-82-114-61 Wikidata           | BW                              |
| Grabenau 4 (Standort)                            | Hofkapelle                             | Kleiner neuromanischer Satteldachbau mit Dachreiter, um 1860–1880. | D-1-82-114-64 Wikidata           | weitere Bilder                  |
| Grandau 2 (Standort)                             | Beim Letten                            | Bauernhaus, zweigeschossiger Flachsatteldachbau mit Kniestock, zweiseitig umlaufender Laube und teilverschalter Giebellauben, Tür bezeichnet mit dem Jahr 1817. | D-1-82-114-65 Wikidata           | Beim Letten                     |
| Grandau 11 (Standort)                            | Beim Stoll                             | Kleinbauernhaus mit Blockbau-Obergeschoss am Wohnteil und zum Teil am Hakenschopf, Laube und verbretterter Giebellaube. Ende 17. Jahrhundert. | D-1-82-114-66 Wikidata           | Beim Stoll                      |
| Granzer 1 (Standort)                             | Beim Granzer                           | Bauernhaus, Flachsatteldachbau mit Blockbau-Obergeschoss, giebelseitigen Balusterlauben und Lüftlmalerei, bezeichnet mit dem Jahr 1778. Lauben und Lüftlmalerei, Ende 18. und 19. Jahrhundert. Malereien mehrfach erneuert. Wirtschaftsteil, verschalter Blockbau, wohl 1778. Stadel, verbretterter Flachsatteldach-Ständerbau auf Klaubsteinunterbau, wohl Ende 18. Jahrhundert. Hauskreuz, Kruzifix und Mater Dolorosa in Gusseisen, Anfang 20. Jahrhundert. | D-1-82-114-67 Wikidata           | BW                              |
| Greisbach, Kirchstieglweg 24 (Standort)          | Beim Neu-Berger oder Bergfranzl        | Wohnteil eines ehemaligen Bauernhauses. Zweigeschossiger Flachsatteldachbau mit fünf Pfetten, Hoch- und Giebellaube, Obergeschoss in Blockbauweise, 1807 erbaut. | D-1-82-114-163 Wikidata          | Beim Neu-Berger oder Bergfranzl |
| Greisbach, Leitzachtalstraße 186 (Standort)      | Bauernhaus                             | Wohnteil mit Blockbau-Obergeschoss, Laube und Balusterlaube. Bezeichnet mit dem Jahr 1795. | D-1-82-114-68 Wikidata           | Bauernhaus                      |
| Großkirchberg 1 (Standort)                       | Beim Großkirchberger                   | Bauernhaus, Flachsatteldachbau mit verputztem Blockbau-Obergeschoss und giebelseitigen Balusterlauben, bezeichnet mit dem Jahr 1797. Lüftlmalerei erneuert. | D-1-82-114-69 Wikidata           | BW                              |
| Grub 1 (Standort)                                | Bauernhaus                             | Bauernhaus, Flachsatteldachbau mit Blockbau-Obergeschoss und giebelseitigen Lauben, erste Hälfte 18. Jahrhundert. | D-1-82-114-70 Wikidata           | BW                              |
| Hagnberg 3 (Standort)                            | Brechlbad                              | Brechlbad, erdgeschossiger teils verputzter Bruchsteinmauerbau mit Flachsatteldach, zweite Hälfte 18. Jahrhundert. | D-1-82-114-71 Wikidata           | Brechlbad                       |
| Hagnberg 3 (Standort)                            | Jodlbauer                              | Einfirsthof, zweigeschossiger Flachsatteldachbau mit giebelseitigem Balkon, Hochlaube und reicher spätbarocker Lüftlmalerei, bezeichnet mit dem Jahr 1786, Malereien von Johann Baptist Pöhaim. | D-1-82-114-71 Wikidata           | Jodlbauer                       |
| Hagnberg, bei Haus 3 (Standort)                  | Kapelle                                | Barocke Hofkapelle, zweite Hälfte 18. Jahrhundert. | D-1-82-114-72 Wikidata           | weitere Bilder                  |
| Hinterauerberg, bei Haus 2 (Standort)            | Hofkapelle                             | Satteldachbau mit Putzgliederung, um 1900. | D-1-82-114-74 Wikidata           | Hofkapelle                      |
| Koller 1 (Standort)                              | Bauernhaus                             | Einfirsthof, Flachsatteldachbau mit Blockbau-Obergeschoss, zweiseitig umlaufender Laube und teilverschalter Giebellauben, erbaut 1806. | D-1-82-114-87 Wikidata           | BW                              |
| Kreit 1 (Standort)                               | Kreitnerhof                            | Bauernhaus des 17. oder 18. Jahrhunderts, erneuert Anfang 19. Jahrhundert (Verputz des Blockbau-Obergeschosses und hohen Kniestocks, Balusterlauben, Balkenköpfe). | D-1-82-114-88 Wikidata           | weitere Bilder                  |
| Kreit 1 (Standort)                               | Stadel                                 | Stadel des Kreitnerhofs. Altverbretterter Blockbau mit Laube, bezeichnet mit dem Jahr 1723, errichtet über gemauertem Backofen. | D-1-82-114-88 Wikidata           | Stadel                          |
| Kreit 2 (Standort)                               | Zuhaus                                 | Kleiner zweigeschossiger Putzbau mit Flachsatteldach. Nach 1850. | D-1-82-114-89 Wikidata           | Zuhaus                          |
| Kreit, bei Haus 4 (Standort)                     | Wegkreuz                               | Neugotisches hölzernes Kruzifix mit Mater Dolorosa und Wettermantel, 1868. | D-1-82-114-90 Wikidata           | Wegkreuz                        |
| Kreit 6 (Standort)                               | Wohnhaus                               | erdgeschossiger, verputzter Satteldachbau mit großer vorgelagerter Terrasse, teils mit abgeschlepptem Dach, von Sep Ruf, 1935/36 | D-1-82-114-172                   | BW                              |
| Lammerhof 1 (Standort)                           | Bauernhaus                             | Zweigeschossiger Flachsatteldachbau mit hohem Blockbau-Kniestock und teilverschalter Giebellaube über profilierten Balkenköpfen, Ende 18. Jahrhundert. | D-1-82-114-91 Wikidata           | BW                              |
| Lehermühle 1 (Standort)                          | Bauernhaus                             | Einfirsthof, zweigeschossiger biedermeierlicher Flachsatteldachbau mit giebelseitigen Balusterbalkons, 1828. | D-1-82-114-92 Wikidata           | Bauernhaus                      |
| Marbach, Fischergreinweg 7 (Standort)            | Bauernhaus                             | Ehemaliges Bauernhaus, Wohnteil mit Blockbau-Obergeschoss, erste Hälfte 18. Jahrhundert, Ausbauten und Dach 19. Jahrhundert. | D-1-82-114-93 Wikidata           | Bauernhaus                      |
| Marbach, Leitzachtalstraße 39 (Standort)         | Inschrifttafel                         | Inschrifttafel von 1906 an der Front des Wirtshauses. Zur Erinnerung an Christoph und Simon Hafner, gefallen 1705. | D-1-82-114-94 Wikidata           | Inschrifttafel                  |
| Mittelgschwend 2 (Standort)                      | Beim Halmer                            | Einfirsthof, Flachsatteldachbau mit Blockbau-Obergeschoss, umlaufender Balusterlaube und teilverschalter Giebellaube, 1789; | D-1-82-114-96 Wikidata           | Beim Halmer                     |
| Mittelgschwend 2 (Standort)                      | Beim Halmer                            | Brechlbad, erdgeschossiger Satteldachbau, 18./19. Jh. | D-1-82-114-96 zugehörig Wikidata | Beim Halmer                     |
| Neuhäusler 1 (Standort)                          | Kleinbauernhaus                        | Kleinbauernhaus mit Blockbau-Obergeschoss und originalen Balusterbalkons, erbaut nach 1807. | D-1-82-114-97 Wikidata           | BW                              |
| Oberachau 1 (Standort)                           | Bauernhaus                             | Ehemaliges Bauernhaus und Mühle, zweigeschossiger historisierender Flachsatteldachbau mit durchfenstertem Kniestock, giebelseitigen Balusterbalkons und Putzgliederung, 1870. | D-1-82-114-98 Wikidata           | weitere Bilder                  |
| Obergschwend 1 (Standort)                        | Obergschwend                           | Bauernhof, zweigeschossiger Flachsatteldachbau massiver mit ausgebautem Kniestock und giebelseitigen Balkons, 1840–1845; | D-1-82-114-99 Wikidata           | Obergschwend                    |
| Obergschwend 1 (Standort)                        | Obergschwend                           | Brechlbad, verbretterter Blockbau mit gemauerter Feuerstelle und Flachsatteldach, 18. Jh. | D-1-82-114-99 zugehörig Wikidata | Obergschwend                    |
| Öd 1 (Standort)                                  | Bauernhaus                             | Flachsatteldachbau mit Blockbau-Obergeschoss, zweiseitig umlaufende Laube und teilverschalte Giebellaube, bezeichnet mit dem Jahr 1820. | D-1-82-114-100 Wikidata          | BW                              |
| Öd 2 (Standort)                                  | Brechlbad                              | Badstube (Brechlbad) 17./18. Jahrhundert. | D-1-82-114-100 Wikidata          | BW                              |
| Oppenried 3 (Standort)                           | Beim Bernhard                          | Wohnteil des Bauernhauses, zweigeschossiger Flachsatteldach-Blockbau mit umlaufender Laube und teilverschalter Giebellaube, Blockbau 1676. Dachaufbau, Laube und Giebellaube Anfang 19. Jahrhundert. | D-1-82-114-101 Wikidata          | BW                              |
| Pötzing (Standort)                               | Hofkapelle                             | Kleiner barocker Satteldachbau, bezeichnet mit dem Jahr 1750. | D-1-82-114-102 Wikidata          | weitere Bilder                  |
| Point 2 (Standort)                               | Bauernhaus                             | Einfirsthof und ehemalige Gerberei. Zweigeschossiger Flachsatteldachbau mit Giebelbalkon, hohem Kniestock mit Vierpassöffnungen und barocker Hausfigur, 1824. | D-1-82-114-103 Wikidata          | Bauernhaus                      |
| Ried 9 (Standort)                                | Beim Färber                            | Flachsatteldachbau mit Blockbau-Obergeschoss, Balusterlaube und teilverschalter Giebellaube, Blockbau 16./17. Jahrhundert, Lauben 19. Jahrhundert, Erdgeschoss zweite Hälfte 20. Jahrhundert. | D-1-82-114-104 Wikidata          | Beim Färber                     |
| Sacher 5 (Standort)                              | Cafe Fontasch                          | Ehemaliges Bauernhaus, jetzt Cafe Fontasch, Wohnteil mit Blockbau-Obergeschoss und Laube. Zweite Hälfte 17. Jahrhundert. | D-1-82-114-105 Wikidata          | weitere Bilder                  |
| Salmer 1 (Standort)                              | Salmerhof                              | Stattliches Bauernhaus, Blockbau-Obergeschoss des Wohnteils verputzt, verschaltes Vordach über profilierten Balkenköpfen, zwei Giebellauben, Sterntür. Ende 18. Jahrhundert (Fassadenmalereien modern). | D-1-82-114-106 Wikidata          | Salmerhof                       |
| Salmer 2 (Standort)                              | Zuhaus                                 | Zweigeschossiger verputzter Flachsatteldach-Blockbau mit Giebelbalkon, um 1860–1880, verbretterter Wirtschaftsteil 1997 erneuert. | D-1-82-114-106 Wikidata          | Zuhaus                          |
| Sandbichl 4 (Standort)                           | Beim Krug                              | Einfirsthof, Flachsatteldachbau mit verputztem Blockbau-Obergeschoss, Laube, Giebelbalkon und verbrettertem Wirtschaftsteil, im Kern 17./18. Jahrhundert. Anfang 19. Jahrhundert. | D-1-82-114-107 Wikidata          | Beim Krug                       |
| Sandbichl 21 (Standort)                          | Großsandbichl                          | Bauernhaus, Flachsatteldachbau mit verputztem Blockbau-Obergeschoss, Baluster- und Giebellaube, im Kern 1795. Ausbau des Hauses unter Verputz der Blockwände Mitte des 19. Jahrhunderts. | D-1-82-114-108 Wikidata          | weitere Bilder                  |
| Schnitzenbaum (Standort)                         | St. Koloman                            | Kapelle, barocker Saalbau mit dreiseitig geschlossenem Chor und Ostturm, 1607, erweitert und barockisiert Mitte 18. Jahrhundert. | D-1-82-114-109 Wikidata          | weitere Bilder                  |
| Schwarzenberg, Almweg 9 (Standort)               | Beim Jager                             | Einfirsthof, zweigeschossiger biedermeierlicher Flachsatteldachbau mit Lünetten-Kniestock und Giebelbalkon, 1834. Fassadenmalerei zweite Hälfte 20. Jahrhundert. | D-1-82-114-113 Wikidata          | Beim Jager                      |
| Schwarzenberg, Schwarzenbergstraße 32 (Standort) | Beim Köhler                            | Langgestrecktes Bauernhaus, Wohnteil mit Laube, Giebellaube, verbretterter Dachzone und Wandmalereien. Im Jahr 1917 neu erbaut. | D-1-82-114-114 Wikidata          | weitere Bilder                  |
| Sonnenleiten 1 (Standort)                        | Bauernhaus                             | Wohnteil mit Blockbau-Obergeschoss, zum Teil verbrettert, 17. Jahrhundert. Dachaufbau zweite Hälfte 19. Jahrhundert. | D-1-82-114-115 Wikidata          | BW                              |
| Sonnenleiten, bei Haus 1 (Standort)              | Hofkapelle                             | Kleiner Satteldachbau mit eingezogener Chorapsis und eingestelltem Turm, um 1870, in der Anlage älter. | D-1-82-114-116 Wikidata          | BW                              |
| Sonnenreuth 2 (Standort)                         | Pfeiferbauer                           | Bauernhaus, stattlicher zweigeschossiger Flachsatteldachbau über Bruchsteinsockel mit dreiseitig umlaufender Laube, Giebellaube und Vortreppe, 1920, Wandmalereien 1952. | D-1-82-114-117 Wikidata          | BW                              |
| Sonnenreuth 3 (Standort)                         | Beim Christer                          | Einfirsthof, zweigeschossiger Flachsatteldach mit Baluster-, teilverschalter Balustergiebellaube sowie verschaltem Vordach, um 1800. | D-1-82-114-118 Wikidata          | BW                              |
| Steingraben 2 (Standort)                         | Vordersteingraben                      | Bauernhaus, Einfirstanlage, Wohnteil altertümlicher zweigeschossiger Blockbau mit Laube und Giebellaube, Anfang 17. Jahrhundert. | D-1-82-114-120 Wikidata          | BW                              |
| Stipfing 2 (Standort)                            | Unterstipfing                          | Bauernhaus, Wohnteil über hohem Kellergeschoss, mit Blockbau-Obergeschoss und Laube, wohl 17. Jahrhundert (Dachaufbau modern). | D-1-82-114-121 Wikidata          | BW                              |
| Stipfing 5 (Standort)                            | Pürstling                              | Kleinbauernhaus, Wohnteil mit Blockbau-Obergeschoss und Laube, 18. Jahrhundert | D-1-82-114-122 Wikidata          | BW                              |
| Thalhäusler (Standort)                           | Kapelle                                | Satteldachbau mit Dachreiter, erbaut im Jahr 1830. | D-1-82-114-123 Wikidata          | weitere Bilder                  |
| Trach 1 (Standort)                               | Beim Kainz                             | Einfirsthof, zweigeschossiger Flachsatteldachbau mit verbrettertem Kniestock, Putzrahmungen, Balusterbalkon und Balustergiebellaube, um 1800. | D-1-82-114-124 Wikidata          | Beim Kainz                      |
| Trach 2 (Standort)                               | Bauer von Trach                        | Wohnteil des Bauernhauses, zweigeschossiger biedermeierlicher Flachsatteldachbau mit Balusterlaube, Balustergiebelbalkon und hohem Kniestock mit Lünettenöffnungen, um 1820/1830. | D-1-82-114-125 Wikidata          | Bauer von Trach                 |
| Untergschwend 1 (Standort)                       | Beim Egerscht                          | Wohnteil eines ehemaligen Einfirsthofes. Zweigeschossiger nordseitig ausgemauerter Flachsatteldach-Blockbau mit umlaufender Laube und teilverschalter Giebellaube, 1635, Ausmauerung später, Erneuerung 1935. | D-1-82-114-126 Wikidata          | weitere Bilder                  |
| Uslau 1 (Standort)                               | Bauernhaus                             | Erdgeschoss aus dem Jahr 1782, Obergeschoss aus dem Jahr 1849 mit Laube und Giebellaube. Wirtschaftsteil aus dem Jahr 1840, Hofkapelle von 1830. | D-1-82-114-127 Wikidata          | BW                              |
| Uslau (Standort)                                 | Hofkapelle                             | Kleiner Satteldachbau mit Putzgliederung, bezeichnet mit dem Jahr 1829. | D-1-82-114-127 Wikidata          | BW                              |
| Westengern 1 (Standort)                          | Bauernhaus                             | Flachsatteldachbau mit Blockbau-Obergeschoss, Laube und teilverschalter Giebellaube, 1751. | D-1-82-114-132 Wikidata          | BW                              |
| Winkl (Standort)                                 | Wegkapelle                             | 1926 in alter Form wieder aufgebaut. | D-1-82-114-133 Wikidata          | Wegkapelle                      |
| Wörnsmühl, Dorfstraße 16 (Standort)              | Nägele                                 | Gasthaus und Bauernhaus, Wohnteil aus dem Jahr 1789, im Kern älter. Giebellaube und geschnitzte Haustür Mitte 19. Jahrhundert. | D-1-82-114-134 Wikidata          | Nägele                          |
| Wörnsmühl, Dorfstraße 18 (Standort)              | Wohnhaus                               | Ehemals zu Haus Wörnsmühl Nummer 1 gehörige Sennerei, mit Giebellaube und geschnitzter Haustür. Erbaut im Jahr 1798. | D-1-82-114-135 Wikidata          | Wohnhaus                        |

### Almen und Kapellen im ausmärkischen Bereich
| Lage                                                                      | Objekt           | Beschreibung | Akten-Nr.               | Bild |
| ------------------------------------------------------------------------- | ---------------- | --- | ----------------------- | ---- |
| Südlich vom Breitenstein in 1230 Metern Höhe auf der Kesselalm (Standort) | Kesselalmkapelle | Kleiner Satteldachbau mit verschindeltem Dachreiter, Anfang 20. Jahrhundert, 1963 teilweise erneuert.                                                    | D-1-82-114-161 Wikidata | BW   |
| Westlich von Fischbachau in 903 Metern Höhe (Standort)                    | Lehenpointalm    | Erdgeschossiger Blockbau über verputztem Bruchsteinsockel mit Flachsatteldach, 1865.                                                                     | D-1-82-114-162 Wikidata | BW   |
| Westlich von Faistenau in 874 Metern Höhe (Standort)                      | Külleralm        | Almhütte, sogenannte Killeralm, Schwaiger- oder Maier-Alm. Erdgeschossiger Blockbau mit Flachsatteldach, bezeichnet mit dem Jahr 1854, Dach aufgesteilt. | D-1-82-114-140 Wikidata | BW   |
| Wirts-Alm 13 (Standort)                                                   | Inschriftentafel | Steinerne Platte, um 1830. | D-1-82-114-141 Wikidata | BW   |

## Ehemalige Baudenkmäler
In diesem Abschnitt sind Objekte aufgeführt, die früher einmal in der Denkmalliste eingetragen waren, jetzt aber nicht mehr. Objekte, die in anderem Zusammenhang – also z. B. als Teil eines Baudenkmals – weiter eingetragen sind, sollen hier nicht aufgeführt werden. Aktennummern in diesem Abschnitt sind ehemalige, jetzt nicht mehr gültige Aktennummern.

| Lage                                      | Objekt         | Beschreibung | Akten-Nr.               | Bild           |
| ----------------------------------------- | -------------- | --- | ----------------------- | -------------- |
| Endstall 5 (Standort)                     | Hinterendstall | Einfirsthof, zweigeschossiger verputzter Flachsatteldach-Blockbau mit Giebelbalkons und nördlichem Anbau, 17. Jahrhundert. Mitte 19. Jahrhundert verputzt und umgestaltet.                        | D-1-82-114-54 Wikidata  | Hinterendstall |
| Dürnbach Leitzachtalstraße 151 (Standort) | Beim Hennerer  | Wohnhaus und ehemalige Kramerei. Zweigeschossiger Flachsatteldachbau mit Kniestock, zweiseitig umlaufender Balusterlaube und geschweiftem Giebelbalkon, um 1800, Fassadenmalerei modern.          | D-1-82-114-38 Wikidata  | BW             |
| Elbach, Kirchenstraße 6 (Standort)        | Handwerkerhaus | Ehemaliges Handwerkerhaus, Putzbau mit Mansarddach, 1815. (2011 nicht mehr im Denkmalviewer verzeichnet)                                                                                          |                         | BW             |
| Elbach, Leitzachtalstraße 120 (Standort)  | Haustür        | Doppelflügelig, wohl 1862. (2011 nicht mehr im Denkmalviewer verzeichnet) |                         | BW             |
| Egererweg 1 (Standort)                    | Beim Saliter   | Bauernhaus, Wohnteil mit verputztem Blockbau-Obergeschoss, Giebellaube unter verschaltem Vordach und Balkon an der Südseite, Ende 18. Jahrhundert. (2011 nicht mehr im Denkmalviewer verzeichnet) | D-1-82-114-76 Wikidata  | BW             |
| Gerstenbrand 3 (Standort)                 | Bauernhaus     | Bauernhaus mit Blockbau-Obergeschoss. 1667 als neu erbaut genannt. (2011 nicht mehr im Denkmalviewer verzeichnet)                                                                                 | D-1-82-114-62 Wikidata  | BW             |
| Gerstenbrand 4 (Standort)                 | Bauernhaus     | Wohnteil mit Blockbau-Obergeschoss, Ende 16. Jahrhundert. Dachaufbau 1790. (2011 nicht mehr im Denkmalviewer verzeichnet)                                                                         | D-1-82-114-63 Wikidata  | BW             |
| Mittelgschwend 1 (Standort)               | Bauernhaus     | Erdgeschoss des Wohnteils 17. Jahrhundert oder älter, verputztes Blockbau-Obergeschoss mit hohem unverputztem Kniestock Ende 18. Jahrhundert. (2011 nicht mehr im Denkmalviewer verzeichnet)      | D-1-82-114-95 Wikidata  | BW             |
| Sonnenreuth 5 (Standort)                  | Hausfigur      | Barocke Hausfigur, Christus an der Geißelsäule, barock. Ehemals im Giebel des Bauernhauses. (2011 nicht mehr im Denkmalviewer verzeichnet)                                                        | D-1-82-114-119 Wikidata | BW             |